# 瓦赖兹
瓦赖兹（法語：Varaize，法語發音：[vaʁɛz]）是法国滨海夏朗德省的一个市镇，位于该省东部，属于圣让当热利区。

## 地理
瓦赖兹（45°55'21"N, 0°25'21"W）面积20.48 平方千米，位于法国新阿基坦大区滨海夏朗德省，该省份为法国西部滨海省份，北起旺代省，西临大西洋，南至吉倫特省，东南接多爾多涅省，东北接德塞夫勒省接壤，东临夏朗德省。
与瓦赖兹接壤的市镇（或旧市镇、城区）包括：欧马涅、拉布鲁斯、莱塞格利斯-达让特伊、丰特内、普尔赛-加尔诺、圣于连德莱斯卡普、圣梅姆、圣皮埃尔德瑞耶。

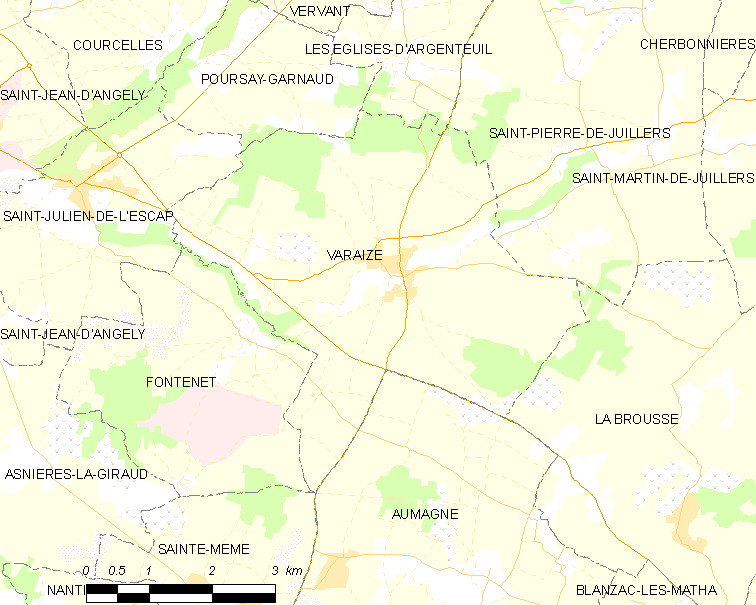
瓦赖兹的OSM定位图

瓦赖兹的时区为UTC+01:00、UTC+02:00（夏令时）。

## 行政
瓦赖兹的邮政编码为17400，INSEE市镇编码为17459。

## 政治
瓦赖兹所属的省级选区为马塔县。

## 人口

1962-2008年间瓦赖兹人口变化图示

瓦赖兹于2022年1月1日时的人口数量为545人。